# Мустье-Сент-Мари (кантон)
Мутье́-Сент-Мари́ (фр. Moustiers-Sainte-Marie) — кантон во Франции, находится в регионе Прованс — Альпы — Лазурный Берег, департамент Альпы Верхнего Прованса. Входит в состав округа Динь-ле-Бен.
Код INSEE кантона — 0417. Всего в кантон Мутье-Сент-Мари входит 3 коммуны, из них главной коммуной является Мутье-Сент-Мари.

## Коммуны кантона
| Коммуна            | Население, чел. (1999) | Почтовый индекс | Код INSEE |
| ------------------ | ---------------------- | --------------- | --------- |
| Ла-Палю-сюр-Вердон | 312                    | 04120           | 04144     |
| Мутье-Сент-Мари    | 696                    | 04360           | 04135     |
| Сен-Жюр            | 155                    | 04410           | 04184     |

## Население
Население кантона на 2008 год составляло 1 179 человек.
| 1962 | 1968 | 1975 | 1982 | 1990 | 1999  | 2006  | 2007  | 2008  |
| ---- | ---- | ---- | ---- | ---- | ----- | ----- | ----- | ----- |
| 684  | 792  | 840  | 862  | 944  | 1 073 | 1 163 | 1 175 | 1 179 |